# Montega
| Recensione    | Giudizio |
| ------------- | -------- |
| Allmusic      | [ 1 ]    |
| HipHopDX      | 3.6/5    |
| Rolling Stone | [ 3 ]    |

Montega è un album collaborativo del rapper marocchino-statunitense French Montana e del produttore statunitense Harry Fraud.
L'album è stato pubblicato il 24 giugno 2022 dalla Coke Boys Records, etichetta fondata dallo stesso French Montana.
Contiene collaborazioni con Babyface Ray, Benny the Butcher, Chinx, EST Gee, Fleurie, Jadakiss, Quavo e Rick Ross, mentre tutte le produzioni sono state affidate al solo Harry Fraud.

## Antefatti
L'album è stato anticipato dalla pubblicazione dei video ufficiali su YouTube di Blue Chills, il 17 giugno 2022, e di Bricks & Bags (con Benny the Butcher e Jadakiss), il 22 giugno 2022.
Il 27 giugno 2022 è stato pubblicato il video ufficiale di Rushmore Pack, il 26 luglio 2022 è stato pubblicato il video ufficiale di Keep It Real (con EST Gee), mentre il 29 agosto 2022 è stato pubblicato il video di Higher.

## Tracce
Musiche di Harry Fraud.
1. Blue Chills – 2:51 (testo: Karim Kharbouch, Rory Quigley e Skylar Gudasz)
2. Rushmore Pack – 2:52 (testo: Kharbouch, Quigley e Frederick Thomas)
3. Drive By (feat. Babyface Ray) – 3:41 (testo: Kharbouch, Quigley, Ioanna Gika e Marcellus Register)
4. Keep It Real (feat. EST Gee) – 3:47 (testo: Kharbouch, Quigley e George Stone III)
5. Kind of Girl (feat. Rick Ross) – 2:57 (testo: Kharbouch, Quigley, William Roberts II, Rakim Mayers e Lou Courtney)
6. Higher – 4:17 (testo: Kharbouch, Quigley e Everton Blender)
7. Bricks & Bags (feat. Benny the Butcher e Jadakiss) – 3:42 (testo: Kharbouch, Quigley, Jeremie Pennick e Jason Phillips)
8. Poetic With No Justice – 2:49 (testo: Kharbouch e Quigley)
9. Drop Top (feat. Quavo) – 2:33 (testo: Kharbouch, Quigley, Quavious Marshall e Andre Young)
10. Shorty So Bad – 2:33 (testo: Kharbouch e Quigley)
11. Drunk Words, Sober Thoughts (feat. Chinx) – 2:49 (testo: Kharbouch, Quigley, Lionel Pickens e Marie Warwick)
12. Bronx Mecca (feat. Fleurie) – 3:13 (testo: Kharbouch, Quigley e Lauren Strahm)

### Tracce presenti solo nell'edizione deluxe
1. Run That Bag Up – 2:41 (testo: Kharbouch e Quigley)
2. Everything I Do – 3:17 (testo: Kharbouch e Quigley)

#### Campionamenti
- Blue Chills campiona Femme Fatale di Skylar Gudasz, estratta dall'album Cinema del 2020[11].
- Drive By campiona Swan di Ioanna Gika, estratta dall'album Thalassa del 2019 e interpola Unforgettable di French Montana e Swae Lee, estratta da Jungle Rules del 2017[12].
- Kind of Girl campiona Since I First Laid Eyes On You di Lou Courtney, estratta da I’m In Need Of Love del 1974 e interpola Naomi Campbell di Rick Ross del 2020[13].
- Higher campiona Ghetto People Song di Everton Blender, estratta da Rootsman Credential del 1999[14].
- Bricks & Bags campiona Summertime di Billy Stewart, estratta da Unbelievable del 1966[15].
- Poetic With No Justice campiona You’re Nobody (Til Somebody Kills You) di The Notorious B.I.G., estratta da Life After Death del 1997 e interpola Poetic Justice di Kendrick Lamar e Drake, estratta da good kid, m.A.A.d city del 2012[16].
- Drop Top interpola The Watcher di Dr. Dre, Eminem e Knock-Turn'al, estratta da 2001 del 1999[17].
- Bronx Mecca campiona There’s a Ghost di Fleurie, estratta da Fear & Fable EP del 2013[18].

## Classifiche
| Classifica (2022)                     | Posizione massima |
| ------------------------------------- | ----------------- |
| US Billboard 200                      | 46                |
| US Top R&B/Hip-Hop Albums (Billboard) | 22                |